# Duomo di Arzignano
Il Duomo di Ognissanti è un luogo di culto cattolico di Arzignano, in provincia di Vicenza.

## Storia
La chiesa di Ognissanti, inizialmente cappella della pieve di S. Maria di Castello, con la crescita economica dell’area in cui si trovava, ottenne prima la collocazione di un fonte battesimale e successivamente, nel 1792, la piena autonomia religiosa e la preminenza sulle chiese del territorio, confermata dal titolo di arciprete di cui fu insignito nel 1824 don Paolo Uderzo.
L’attuale edificio sorge sull’area di quello precedente, quattrocentesco, con lavori che ebbero inizio nel 1803, su progetto dell’abate Daniello Bernardi di Bassano del Grappa, allievo di Domenico Cerato.
La costruzione della chiesa andò a rilento, tanto che fu consacrata nel 1884.
Restaurata nel 1922, nel 1984, in occasione del centenario della consacrazione, e nel 1998 (con completa ritinteggiatura interna e installazione di nuove vetrate) vide collocato l’attuale pavimento nel 1926, mentre la facciata, non seguendo il progetto originario (ritrovato solo nel 1983), fu completata nel 1960.

## Esterno
La facciata presenta tre pannelli scolpiti: la Natività, la Trinità e la Crocifissione, tutte opere dello scultore e pittore vicentino Bruno Vedovato.
Sopra il cornicione, a coronamento del timpano, trovano posto le statue del ??Redentore (al centro), dei Santi Pietro e Paolo (ai lati) e dei quattro Evangelisti (Matteo e Marco a sinistra, Luca e Giovanni a destra), tutte opere dello scultore di Camisano Vicentino Felice Canton.
Le statue furono collocate grazie ad un elicottero messo a disposizione dal comando americano della SETAF di Vicenza.
Sul fianco sinistro è murata la lapide sepolcrale di fine Quattrocento di Daniele de’ Braschi ed è collocata la croce in pietra, ricordo della Missione del 1927.

## Interno
L'edificio attuale presenta una pianta a croce latina, suddivisa in tre navate e con cupola.

### Navata centrale
Nelle nicchie dei pilastri sono presenti le statue dei quattro Evangelisti, tardo settecentesche di autore rimasto anonimo e probabilmente provenienti dal vecchio edificio.
Al di sopra di ciascuna vi sono quattro quadri con scene del Nuovo Testamento (Battesimo di Gesù, Pietro che affonda nelle acque del lago di Tiberiade, Cristo davanti a Pilato, Resurrezione di Gesù), mentre sui pennacchi vi sono quattro bassorilievi in marmorino raffiguranti i profeti maggiori Ezechiele, Daniele, Geremia e Isaia. Datati 1825, presentano la sigla S.G., di autore rimasto sconosciuto.
Sul soffitto della navata maggiore è raffigurata l'Assunzione della Beata Vergine Maria. A causa del distacco di larghi frammenti, che minacciavano la caduta totale del dipinto, nel 1985 fu eseguito un difficile restauro, evidente alla vista.
Alla sommità delle tre absidi vi sono tre tondi affrescati con raffigurate le tre Virtù teologali, Fede, Speranza e Carità, opera del pittore veneziano Sebastiano Santi.

### Navata laterale destra
Sul soffitto sono presenti i tondi, sempre di Sebastiano Santi, con, rispettivamente, i Santi Anna, Rocco, Sebastiano e Antonio Abate.
Sulle pareti sono presenti grandi riquadri dipinti da Valentino Pupin con la Samaritana al pozzo, l’unzione in casa di Simone, la cacciata dei venditori dal Tempio, mentre l’autore della lunetta in fondo, con il Cristo Risorto, è Bruno Vedovato (1962), che ha eseguito anche quella centrale (la Pentecoste) e quella di sinistra (l'Annunciazione).
Interessanti la coppia di pile dell’acqua santa, in marmo cinerino e sormontate da due statue raffiguranti San Giovanni Battista. Sono chiuse da coppe lignee con bassorilievi a fine catechetico sacramentale. A sinistra abbiamo il sacramento del Battesimo come vittoria sul male (Scena della caduta di Satana, scacciato dall’Arcangelo Michele, raffigurazione di una Messa di Prima Comunione, Cristo Pastore, a destra scene della vita di Mosè (Mosè salvato dalle acque, Consegna dei Dieci Comandamenti, Mosè seduto al pozzo di Madian).
Sulle pareti trovano posto i quadri della Via Crucis, in gesso colorato ad imitazione dell’argento sbalzato.

### Navata laterale sinistra
Sul soffitto abbiamo i tondi, sempre del Santi, dei santi Girolamo, Carlo e Giovanni Battista. 
Alle pareti troviamo i riquadri del Pupin con l'obolo della povera vedova, il rinnegamento di Pietro e l’adultera perdonata.

### Presbiterio e abside centrale
Il presbiterio presenta l’altare post-conciliare, in marmo, dedicato dal Vescovo Beniamino Pizziol nel 2016, con il paliotto bronzeo, opera dello scultore veronese Raffaele Bonente in occasione del centenario di consacrazione della chiesa (1984), con scene neotestamentarie (Nascita di Gesù, Preghiera nel giardino del Getzemani, Crocifissione, Resurrezione, Ascensione, Pentecoste). Anche l’ambone è opera del medesimo scultore.
Dietro è presente l’altare maggiore, di fattura classica, con tabernacolo in marmo e statue dei Santi Pietro e Paolo di autore ignoto.
Sulla parete dell’abside trova posto il Trittico della Gloria della Vergine, comunemente conosciuto come Gloria di tutti i Santi, formato da tre grandi quadri. La loro esecuzione fu travagliata: iniziati da Valentino Pupin, li lasciò incompiuti a causa della sua morte nel 1885. Fu chiamato un artista udinese, ma all’epoca residente a Verona, Lorenzo Rizzi, per completarli. Il suo lavoro fu così apprezzato, tanto che altri suoi lavori si trovano nelle chiese di S. Zeno e S. Rocco in Arzignano e nella chiesa parrocchiale di Altissimo.
Restaurando le tele nel 1985, si scoprì che dietro a quelle laterali si trovavano alcuni affreschi, il sacrificio di Isacco e Gesù nell’orto degli ulivi, con due tondi sovrastanti che raffigurano i Santi Agostino e Ambrogio, forse attribuibili a Rocco Pittaco, pittore di origine friulana molto attivo nel vicentino. 
Al centro dell’abside non è stato trovato alcun affresco, cosa che porta ad ipotizzare che fosse presente la grande tela del Giudizio universale, oggi nella parete di fondo della chiesa di S. Rocco.

### Abside destra
Nella nicchia è collocata la statua in legno dorato e dipinto della Madonna delle Grazie col Bambino sulle ginocchia. Attribuibile ai primi anni del Cinquecento, probabilmente presente nella vecchia chiesa, si avvicina all’opera dello scultore veronese Zuane Zabellana.
Gli affreschi, con la Guarigione del paralitico alla piscina di Betzaeta e la resurrezione del figlio della vedova di Nain sono opera di Pupin e databili 1875.

### Abside sinistra
Sull’altare è collocata una statua della Vergine in marmo di Carrara, opera eseguita dallo scultore vicentino Giuseppe Groccia intorno al 1861.
Gli affreschi, di Valentino Pupin, i primi eseguiti all’interno dell’edificio dal pittore (sono datati 1874), hanno come tema il dogma dell’Immacolata Concezione.

### Sacrestia
Sono presenti in sacrestia alcuni dipinti: l’Incoronazione della Vergine (XVIII secolo, di anonimo), S. Girolamo nel deserto (1894), opera di Achille Beltrame, Sant’Antonio da Padova e Tobia e l’Arcangelo Raffaele, entrambi di scuola veronese, settecenteschi.
Il mobile che accoglie oggetti e paramenti sacri è seicentesco.

## Organo
L’organo, inaugurato nel 1980 da un concerto dei Solisti Veneti, diretti per l’occasione dal maestro Bepi De Marzi, è della ditta Mascioni op. 1035, è collocato in due corpi, su due cantorie ai lati del presbiterio.

## Campanile e campane
Progettato dall’architetto vicentino Vittorio Barichella (autore anche del campanile di S. Zeno e della neogotica chiesa di S. Bortolo sempre ad Arzignano), viene datato al 1893, ma in realtà la costruzione fu terminata nel 1908, come scolpito sulla lapide posta sopra la monumentale porta d’ingresso.
Alto 48 metri, è costituito da strati di pietra di Chiampo e mattoni e risulta incompiuto in quanto mancante della prevista guglia terminale.
A base quadrata, presenta eleganti finestrature e termina con una terrazza.
La cella campanaria ospita ben 15 campane (13 più 2 semitoni) montate alla veronese, suonabili anche manualmente per la presenza del doppio sistema.
Questi i dati del concerto:

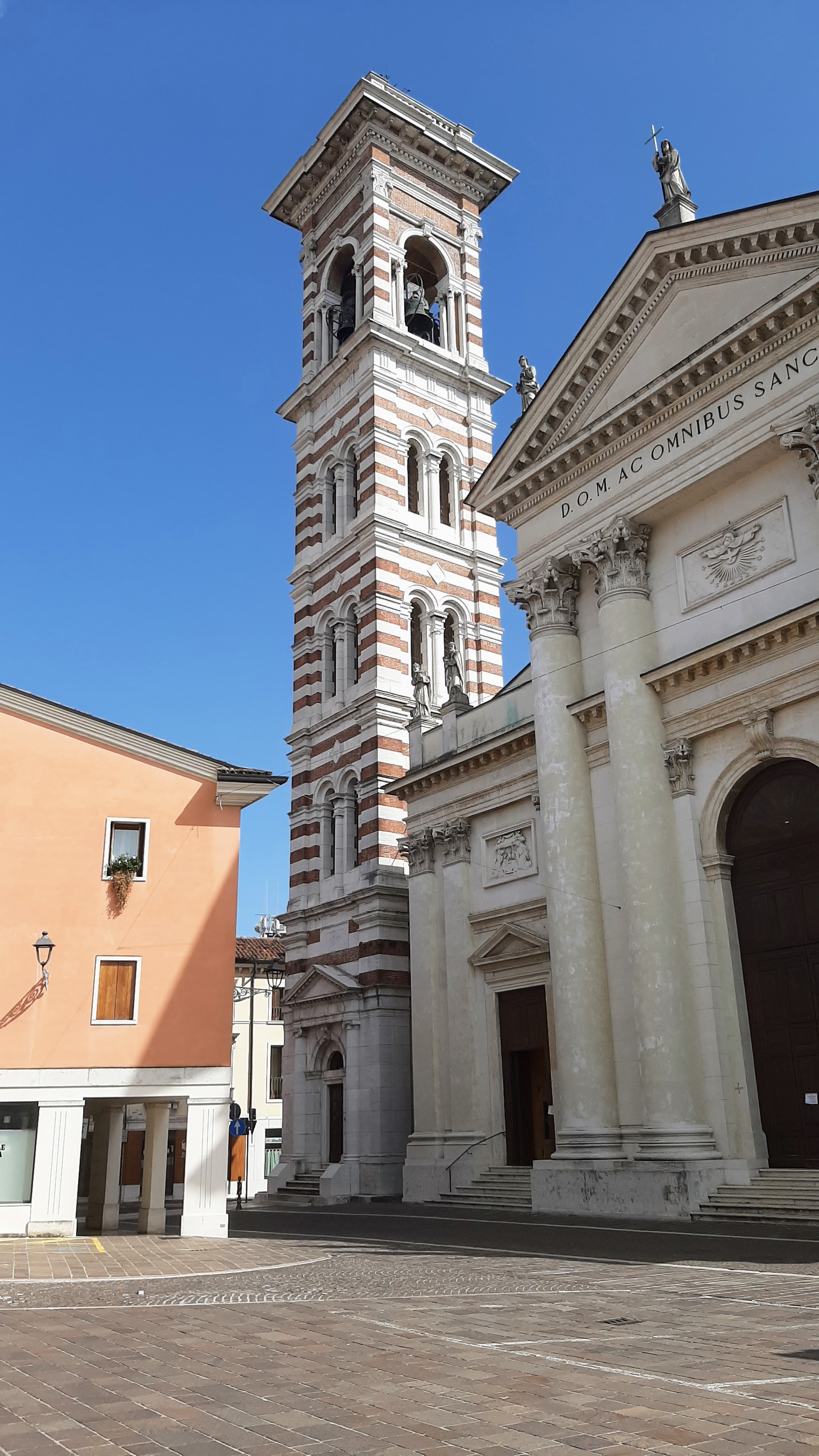
Il campanile del Duomo di Arzignano.

1 - SIb2 - diametro 1546 mm - peso 2136 Kg - Fusa nel 1909 da Cavadini di Verona
2 - DO3 - diametro 1378 mm - peso 1488 Kg - Fusa nel 1909 da Cavadini di Verona
3 - RE3 - diametro 1229 mm - peso 1063 Kg - Fusa nel 1909 da Cavadini di Verona
4 - MIb3 - diametro 1152 mm - peso 870 Kg - Fusa nel 1909 da Cavadini di Verona
5 - FA3 - diametro 1021 mm - peso 608 kg - Fusa nel 1909 da Cavadini di Verona
6 - SOL3 - diametro 911 mm - peso 447 kg - Fusa nel 1909 da Cavadini di Verona
7 - LAb3 - diametro 886 mm - peso 398 Kg - Fusa nel 1924 da De Poli di Vittorio Veneto
7/b - LA3 - diametro 864 mm - peso 400 Kg - Fusa nel 1999 da De Poli di Vittorio Veneto
8 - SIb3 - diametro 815 mm - peso 332 Kg - Fusa nel 1999 da De Poli di Vittorio Veneto
9 - DO4 - diametro 723 mm - peso 234 Kg - Fusa nel 1999 da De Poli di Vittorio Veneto
10 - REb4 - diametro 641 mm - peso 147 Kg - Fusa nel 1909 da Cavadini di Verona
10/b - RE4 - peso 186 Kg - Fusa nel 2008 da De Poli di Vittorio Veneto
11 - MIb4 - peso 156 Kg - Fusa nel 2008 da De Poli di Vittorio Veneto
12 - FA4 - peso 123 Kg - Fusa nel 2008 da De Poli di Vittorio Veneto
13 - SOL4 - peso 80 Kg - Fusa nel 2008 da De Poli di Vittorio Veneto.